# Poorten van Noord
Poorten van Noord of De 7 poorten is een artistiek kunstwerk in Amsterdam-Noord.
Het kunstwerk is ontworpen door Margit Lukács en Persijn Broersen. Het kunstwerk werd opgetrokken tijdens de bouw van het aan de Noord/Zuidlijn liggende metrostation Noorderpark. Dit gaf voordelen vanwege aanwezige bouwvakkers maar ook oponthoud, geheel in de traditie van de aanleg van de metrolijn. Bovendien wilden de kunstenaars de mogelijkheid houden tijdens de bouw van het kunstwerk aanpassingen te doen.
De bouw van het kunstwerk begon in de zomer van 2015 en was via een webcam te volgen. In augustus was het fundament klaar en volgden in rap tempo het staalskelet en de eerste bakstenen. Daarna stokte de bouw. Zowel kunstenaars als veiligheidsbeambten van de gemeente wilden nagaan of het ijzeren skelet van het bakstenen kunstwerk wel voldeden. Kunstenaars noch beambten hadden ervaring met dit soort bouwwerken. De gemeente Amsterdam wilde een garantie dat het skelet het wel dertig jaar zou uithouden met dagelijks voorbijrijdende, stoppende en optrekkende metrostellen. Bovendien trad er vertraging op, omdat er op onregelmatige tijden  testritten werden verricht en tijdens die ritten mocht niemand op platforms etc. werkzaam zijn. Alles werd op veiligheid opnieuw doorgerekend en men vond dat kleine aanpassingen nodig waren (opvullen van kleine leemten in de voet en wat extra mortelwerk). In januari 2017 ging de bouw verder. 
Het kunstwerk bestaat uit zeven "poorten", waarvan de kijker zelf kan invullen of ze in staat van opbouw dan wel afbraak verkeren. In de nazomer van 2017 werd het kunstwerk afgerond volgens het originele concept van twee tinten baksteen van het kunstenaarsduo en betonnen, kristalvormige elementen uit de koker van aannemer Joris Brouwers, het geheel omgeven door sedum en verlichting.  
Peter van Brummelen van de kunstredactie van Het Parool bekeek het beeld dan wel beeldengroep in 2024 opnieuw in het kader van rubriek Blikvangers. Alhoewel het kunstwerk er ook dan nog (te) nieuw uitziet, hoopten de kunstenaars dat het zo lang bleef staan, dat toekomstige passanten inderdaad zouden denken dat er hier vroeger een ander bouwwerk had gestaan, dat de tijd des tijds niet overleefd had. De vormgeving doet denken aan de bouwstijl Amsterdamse School (combinatie donker baksteen, lichte sluitstenen), die in Amsterdam-Noord frequent in de sociale woningbouw aangetroffen werd en wordt. Voor het optuigen van het kunstwerk te plekke werd de meestermetselaar Cor de Vries ingeschakeld worden, die ook verantwoordelijk is voor het hier en daar afwijkende metselverband ten opzichte van het ontwerp. Het beeld heeft inmiddels een klein eerbetoon gekregen; in 2021 werd in het examen Hoger algemeen voortgezet onderwijs (Havo) gevraagd om twee redenen aan te geven waarom dit geen ruïne is maar een modern bouwwerk. Van Brummelen legde terloops ook verband met een andere nepruïne in Amsterdam, die in Frankendael staat. 
Het kunstwerk, dat ook wel gezien kan worden als een folly, is opgenomen in het boekwerk Voor de gek! Follies in Nederland (2021) van Edith Gerritsma en Andrea Hijmans.

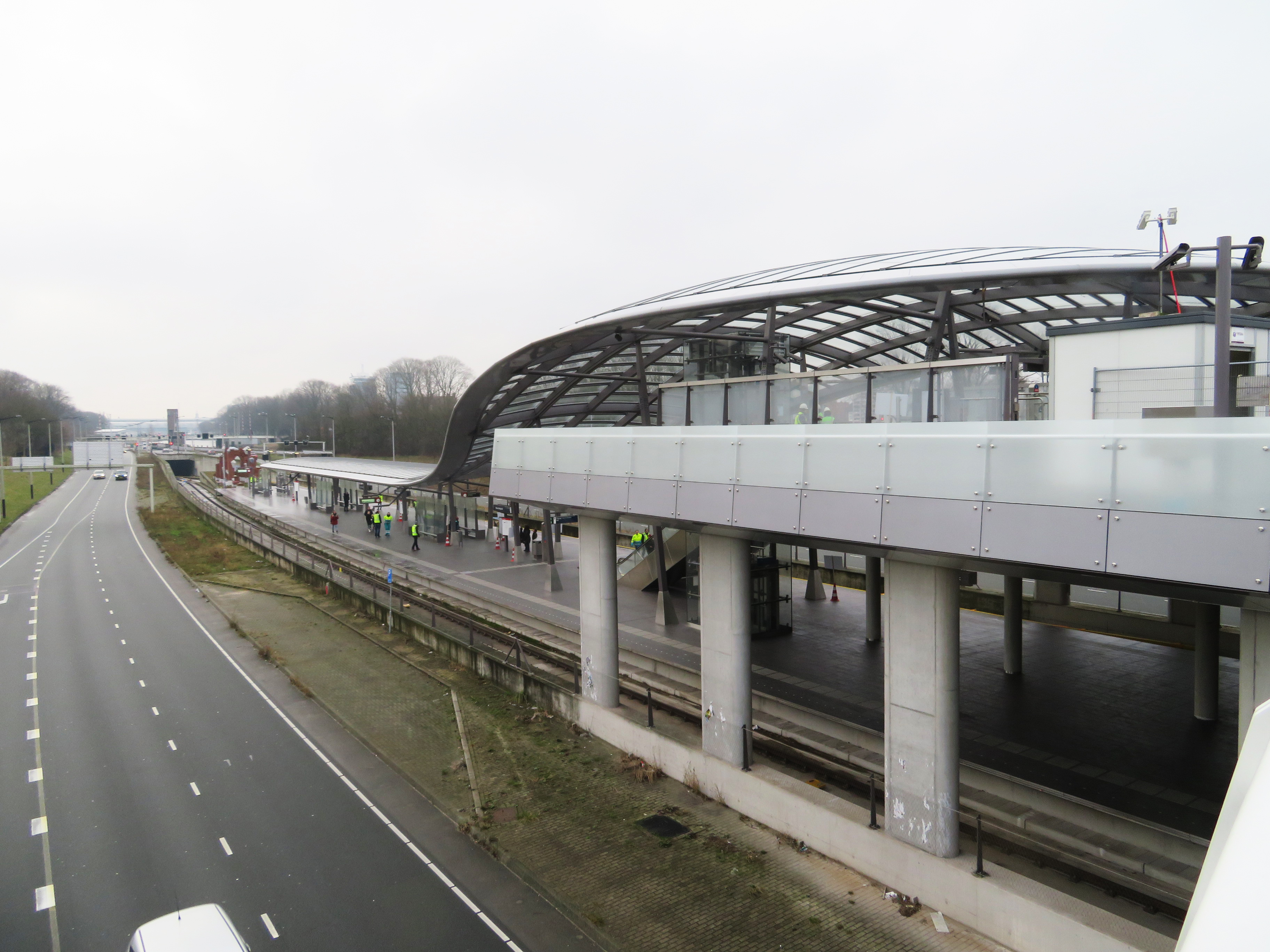
Het metrostation met kunstwerk in de verte (roodbruine vlek)